# آنتونیو کالداس
آنتونیو کالداس (انگلیسی: António Caldas؛ زادهٔ ۱ مهٔ ۱۹۵۹) بازیکن فوتبال اهل پرتغال است.
از باشگاه‌هایی که در آن بازی کرده‌است می‌توان به باشگاه فوتبال پاسوژ د فریرا، باشگاه فوتبال ایروان، باشگاه فوتبال ویزلا، باشگاه ورزشی براگا، باشگاه فوتبال لیتشوئس، باشگاه فوتبال لسا، باشگاه فوتبال اونیائو، و باشگاه فوتبال ریوپله اشاره کرد.